# 仙台市立八幡小学校
仙台市立八幡小学校（せんだいしりつ はちまんしょうがっこう）は宮城県仙台市青葉区八幡二丁目にある公立小学校である。2021年の児童数は640人、21学級、教職員37人。

## 概要
- 仙台市の市内中心部よりやや西に位置する八幡町に八幡小学校がある。周辺には宮城県宮城第一高等学校や聖ドミニコ学院、尚絅学院がある文教地帯である。

## 沿革
- 1927年（昭和2年）4月1日  - 仙台市八幡尋常小学校として開校。
- 1928年（昭和3年） - 校旗制定。
- 1929年（昭和4年） - 校歌制定。
- 1941年（昭和16年） - 国民学校令により、仙台市立八幡国民学校と改称。
- 1947年（昭和22年） - 学制改革により、仙台市立八幡小学校と改称。同年、父母教師会創設。
- 1951年（昭和26年） - 学校給食室が竣工し、学校給食開始。
- 1954年（昭和29年） - 国見分教室開設。
- 1964年（昭和39年） - プール完成。
- 1971年（昭和46年）4月 - 折立分教室が、折立小学校として独立開校[2]。
- 1973年（昭和48年） - 体育館完成。
- 1976年（昭和51年） - 校木「さくら」制定。
- 1984年（昭和59年） - 校舎第5期工事終了。
- 1997年（平成9年） - コンピューター室完成。
- 2006年（平成18年） - 校舎及び体育館耐震工事が完了し、落成記念式挙行。
- 2009年（平成21年） - 敷地内に八幡児童館開館。
- 2011年（平成23年） - 体育館床張り替え工事完了。
- 2012年（平成24年） - この年の「わくわく八幡体育祭」は、「第10回記念大会」として開催。
- 2013年（平成25年） - 学校支援地域本部設置。
- 2014年（平成26年） - 防災備蓄倉庫と屋上太陽光パネル設置。
- 2016年（平成28年） - 同窓会支援による校庭整備（飼育小屋と池の撤去）。西校舎便所改修工事竣工。
- 2017年（平成29年） - 創立90周年記念を祝う会・祝賀会開催。90周年記念として、「センダイベニシダレ桜」2本植樹。
- 2018年（平成30年） - 屋外照明設備竣工。
- 2020年（令和2年）
  - 6月1日 - 新型コロナウイルス感染症のため、延期された入学式と始業式挙行。
  - 日付不明 - ガスエアコン使用開始。
- 2022年（令和4年） - コミュニティ・スクール導入。

## 学区
出典
- 柏木2丁目（1～4番、5番の一部、6番）
- 柏木3丁目（2番の一部、3～9番）
- 子平町（5番、6番、11番、19番）
- 星陵町（3番の一部）
- 角五郎1丁目（全域）
- 角五郎2丁目（全域）
- 新坂町（4番の一部、5～11番、12番の一部）
- 八幡1丁目（全域）
- 八幡2丁目（全域）
- 八幡3丁目（全域）
- 八幡4丁目（全域）
- 八幡5丁目（1番、2番）
- 広瀬町（4番、5番の一部、6～9番）
- 荒巻（字三居沢のみ）

## 進学先中学校
出典
公立中学校に進学する場合
- 仙台市立第一中学校 - 上述の学区から、下述の三条中学校の通学区域を除く地域から通う児童の主な進学先中学校
- 仙台市立三条中学校 - 柏木2丁目（5番の一部）、柏木3丁目（2番の一部、3〜6番、7番の一部、8番、9番）から通う児童の主な進学先中学校

## 主な出身者
- シュミット・ダニエル（プロサッカー選手）[5][6]

## 周辺
- 看護研修センター
- 訪問看護総合センター
  - 公益社団法人宮城県看護協会
- 宮城県道31号仙台村田線
- 社会福祉法人仙台市民生児童委員会認定こども園八幡こばと園 - 進学前こども園のひとつ

## アクセス
- 仙台市営バス「広瀬町」バス停下車後、土橋通（仙台市道）側の正門（校門）まで、
  - 市役所前・仙台駅前・川内営業所方面行のりばから、徒歩約265m・約4分。
  - 川内営業所・仙台駅前・市役所前方面発のりばから、徒歩約290m・約5分。